# Sebastiano Bagolino
Sebastiano Bagolino (Alcamo, 25 marzo 1562 – Alcamo, 26 luglio 1604) è stato un poeta italiano.

## Biografia
Sebastiano Bagolino nacque il 25 marzo 1562 ad Alcamo da Giovan Leonardo, pittore, e da Caterina Tabone. Il padre, originario forse di Verona, dipinse diversi affreschi per le chiese alcamesi.
La madre era di famiglia piuttosto benestante e ciò assicurò al poeta una vita abbastanza agiata.
Da piccolo venne avviato alla pittura e alla musica, ma la sua vera vocazione era nelle lettere: studiò lettere e poetica con il noto poeta e giureconsulto  Marco Gentilucci di Spoleto che venuto per dei casi fortuiti ad Alcamo ricoprì diversi importanti incarichi dal 1576 al 1594. La naturale abilità di Bagolino nella composizione di versi latini gli procurò l'ammissione, ancora giovanissimo, nella casa di Francesco II Moncada, principe di Paternò, mecenate di diversi letterati,  al quale dedicò diverse opere.
Ma la sua voglia di inserirsi in un ambiente culturale più aperto, lo portò a soli 19 anni, a trasferirsi a Napoli, il centro degli studi umanistici del tempo.
Insegnò poetica a giovani di nobili famiglie e godette la protezione di Ferrante Carafa, del cui figlio era educatore; si dedicò anche allo studio della retorica sotto la guida di Ascanio Vopisco, riuscendo ben presto a scrivere e a parlare perfettamente latino, italiano e spagnolo e a dettare versi, guadagnandosi così la stima e l'amicizia di diversi letterati, specialmente di personaggi come Giovanbattista La Porta.
Bagolino approfondì la lettura dei poeti umanisti, ma poiché non si sentiva amalgamato dal punto di vista intellettuale, fece ritorno a Palermo, sotto la protezione, ancora una volta, di Francesco Moncada, principe di Paternò.
Per il Moncada il poeta mise a disposizione le sue conoscenze sulla pittura e sulla musica, accompagnandolo nei viaggi che spesso faceva nelle sue tenute: a Caltanissetta, Adernò, Siracusa, Militello, fino a quando non ci fu un diverbio con la madre del Moncada, Aloisa Luna.
Nel 1592 morì il Moncada e il Bagolino decise di tornare ad Alcamo, dove nel 1593 sposò Francesca Battiata, probabilmente una scrittrice. Strinse quindi una fraterna amicizia con Annibale Valguarnera, barone di Godrano mecenate di diversi letterati, ma anche questa possibilità di sostegno fallì e Bagolino aprì una scuola privata di grammatica con allievi come Giuseppe Grimaldi, Vincenzo e Niccolò Odaglia, poeti e letterati.
Allo stesso tempo dipingeva e dava lezioni di pittura e di musica, fino a quando nel 1595 ebbe la proposta di fare la traduzione degli Emblemas morales del vescovo Giovanni Orozco.
Bagolino si trasferì ad Agrigento e iniziò con l’Orozco un rapporto di familiarità; ma anche questa volta l’amicizia si interruppe per alcune dissensi di tipo letterario.
Tornato nuovamente ad Alcamo, dovette necessariamente lavorare per vivere e nel 1598 venne chiamato ad insegnare al ginnasio pubblico, sebbene quest'attività non gli desse la giusta soddisfazione, gli permetteva comunque di sostenersi e, nonostante gli impegni su lavoro, continuò a dedicarsi alla sua grande passione: la poesia.
Nel 1604, scrisse i suoi ultimi versi e il 26 luglio il poeta si spense a soli 42 anni senza avere pubblicato le sue poesie.
A seguito delle esequie solenni, le spoglie di Bagolino vennero sepolte nella Chiesa del Crocifisso, de Minimi di San Francesco di Paola di Alcamo, dove nel 1907, fu posto una semplice lapide a ricordo del poeta, con l'epitaffio che lo stesso Bagolino aveva scritto prima di morire:
'"Tu quicumque mei ferris per saxa sepulcri,
Attonitus lacrymes non rogo morte mea;
Sed responsurae tantum iace verba favillae,
Et dicas : 'cinis hic num Bagolinus erat?'"
“Tu, chiunque sia, ti recherai tra i sassi (pietre) del mio sepolcro, / (io) attonito non (ti) chiedo lacrime per la mia morte; / ma soltanto le ceneri possono (far) riecheggiare parole per un morto, / e potresti dire: ‘questa cenere era forse Bagolino?‘”
In memoria dell'artista alcamese, la sua città ha intitolato la Biblioteca Civica, una scuola media e una grande piazza.
Un busto in marmo, realizzato dallo scultore alcamese Giuseppe Bambina, fu collocato dapprima nell'omonima piazza, poi spostato nella villetta e quindi, nel 1941, a causa della creazione di un rifugio antiaereo sotto la villa, trasferito (assieme a quello di Girolamo Caruso) nella villa in Piazza Pittore Renda. Infine, rovinato dai vandali, venne distrutto.

## Opere
il meglio delle opere di Bagolino si trova nei suoi 729 carmi latini, dati alle stampe nel 1782 dal cav. G.Triolo Galifi; sono raccolti in 2 volumi e sono consultabili presso la Biblioteca Civica di Alcamo. Ce ne sono di tema religioso, amoroso e sono pieni di fantasia e di sentimento; un terzo gruppo parla di fatti realmente accaduti ad Alcamo e testimoniati dal poeta.
- Sebastiani Bagolini Carmina: raccolta
- Elogio di Francesco Ventimiglia, marchese di Geraci,
- libro sopra lo reggimento che fe’ ‘l Ventimiglia in Sicilia
- una prosa latina sull’origine di casa Moncada
- un libro di epigrammi latini sui maggiori personaggi della famiglia Moncada
- Opuslyricum, ricordato in due lettere di Bagolino al Valguarnera
- un Discorso historico sulla città di Alcamo,
- Epistolarum familiarium liber (contenente lettere al cardinale Petrocchini)
- versione degli Emblemas morales perduta, tranne pochi frammenti
- De ratione Emblematum, uno scritto contro Ambrogio Beneventano
- La Salutazione angelica una serie di scritti religiosi che comprende:

1.disegni di Christo
2.La salutazione di Nostra Signora, ossia l'Ave Maria.
3.Ragionamento spirituale a Francesca Battiata
4.L'Anchore, un "ragionamento spirituale" sulle "quattro ancore dell'evangelica perfezione"
- Vita P. Thomae Schiphaldi
- Cornias un libro di argomento ignoto
- Sei canzoni di Carnalà
- Il Pinzochero, uno scritto contro i cattivi pittori
- Paragrafi, contro un pittore ignorante,
- libro Delle Ephemeridi di Moncada
- Cruena, Epactaria, Malleus, Psittacus (componimenti satirici)
- Testamentum Bagolini ad Tertulliani exemplum.

- Nei Selecta epigrammata furono stampati cinque Bagolini Carmina, elegiae et poemata alíquot ex Catullo, Ovidio, Tibullo, Propertio aliisque antiquis et recentioribus poetis (Panormi 1656)
- L'elegia Copa apparve nel tomo XVIII degli Opuscoli degli autori siciliani in onore del principe di Paternò (Palermo 1777, pp. 363 s.).
- Pub. Sebastiani Bagolini Carminum, edizione curata da Giuseppe Triolo (Panormi 1782) in due volumi
- La Piramide, ossia Dialogo di Sebastiano Bagolino Historico e Poeta alcamese sopra la Piramide fatta in Alcamo nell'Esequie di Filippo II Re di Spagna e di Sicilia, è un elogio molto pomposo che descrive un monumento funerario eretto ad Alcamo per Filippo II
- lo Stracciabisaccie (dal nome di una villa di Vincenzo Tornamira), misto di prosa e di poesie in volgare
- Sebastiani Bagolini Familiarium Epistolarum
- Il Moncada di Seb. Bagolino Alcamese un documento di costume cortigiano

Esistono dei documenti che affermano che Bagolino era anche pittore: infatti realizzò un quadro per la Congregazione di San bartolomeo, nella chiesa di Sant'Oliva; ma delle sue opere rimane soltanto il disegno monocromo su tela, opera di Bagolino, raffigurante il ritrovamento dell'affresco della Madonna dei Miracoli, restaurato nel 1947 e conservato nella sacrestia del Santuario della Madonna dei Miracoli.
L'opera risulta ben disegnata, e rappresenta un importante documento storico in quanto realizzato solo 50 anni dopo il ritrovamento, e perché contiene l'autoritratto dell'autore, oltre ai due versi dello stesso artista, riprodotti anche su una lapide del prospetto della chiesa.